# Kloyz

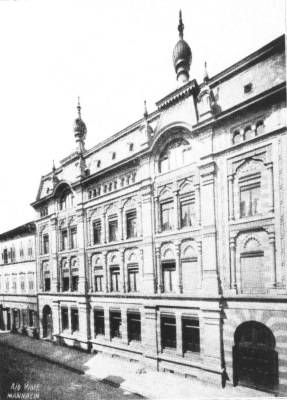
Kloyz à Mannheim, circa 1900.

Un Kloyz est une maison d'études et lieu de prières en Europe de l'Ouest et de l'Est, du XVIe au XXe siècle, en particulier dans le milieu hassidique,,.

## Définition
Le terme kloyz (pluriel : kloyzn) est une expression en yiddish, die Klaus (pluriel : die Klausen) en allemand, dérivée du latin claustrum ou clausum qui définit un immeuble ou un complexe de structures liées à un monastère.
Au XVIe siècle, le terme est utilisé pour définir un immeuble où des hommes adultes, des sages, se réunissent pour étudier.
Dans la seconde moitié du XVIIe siècle, on trouve de nombreux kloyzn en Europe de l'Ouest et de l'Est.
Le terme de Kloyz devient alors représentatif d'une maison d'étude privée, indépendante de la communauté et financée soit par un philanthrope ou une famille aisée.

## Géographie desKloyzn
On trouve des Kloyzn en Lituanie, en Volhynie, en Ruthénie, en Pologne, en Allemagne, dans des villes importantes comme Prague, Vienne, Frankfort, Amsterdam, Vilnius et Berlin, entre autres.
- 1573 : Prague, (aujourd'hui République tchèque)
- Environs de 1645 : Vienne, (Autriche)
- 1648 : Kremenets, (Volhynie), (aujourd'hui Ukraine)
- Milieu du XVIIe siècle :  Poznań, (Pologne)
- Seconde moitié du XVIIe siècle : Vilnius, (Lituanie)
- 1667 : Brest, (Lituanie), (aujourd'hui Biélorussie)
- 1687 : Ostrog, (Volhynie), (aujourd'hui Ukraine)
- 1690 : Altona (Hambourg), Allemagne
- 1691 : Grodno, (Lituanie), (aujourd'hui Biélorussie)
- 1700 : Amsterdam, (Pays-Bas)
- 1701 : Berlin, Allemagne
- 1704 : Halberstadt, (Saxe-Anhalt, (Allemagne)
- 1706 : Mannheim, (Bade-Wurtemberg), (Allemagne)
- Avant 1716 : Opatów, (Pologne)
- Avant 1760 : Lwow, (Ruthénie), (aujourd'hui Ukraine)
- Moitié du XVIIIe siècle : Brody (Ukraine), (Ruthénie), (aujourd'hui Ukraine); Lesko, (Ruthénie), (aujourd'hui Pologne)
- Fin du XVIIIe siècle : Minsk, (Lituanie), (aujourd'hui Biélorussie)
- Début du XIXe siècle : Medjybij, (Ruthénie), (aujourd'hui Ukraine)[5].

## Une institution élitiste
Les Kloyzn sont des institutions élitistes, par la sélection des membres. Pour être accepté, il faut prouver la maîtrise de la jurisprudence halakhique, la Torah révélée et la Kabbale.
Le nombre de membres dans un Kloyz varie de 10 à 20. Le Kloyz du Gaon de Vilna comptait 20 membres à la fin du XVIIIe siècle . À Opatów, (Pologne), ils étaient 16. La raison du nombre limité de membres est liée à des raisons financières. Autour de ce noyau gravite des jeunes hommes, encore célibataires, qui se préparent au rabbinat ou/et à l'enseignement.

## Ouvert jour et nuit
Du dimanche matin au vendredi à midi, les Kloyzn demeuraient ouverts jour et nuit. Durant la semaine, les membres du Kloyz habitaient sur place et ne retournaient dans leur famille que pour le Chabbat. L'emploi du temps dans le Kloyz de Lesko, à la fin du XVIIIe siècle note que les participants avaient le droit à trois heures de sommeil par jour, le reste du temps étant consacré à la prière et l'étude. Mais en cas de privation de sommeil durant 24 heures, il y avait permission de prendre six heures de sommeil le lendemain.